# Olga-Marie von Gemmingen-Guttenberg
Olga-Marie Freifrau von Gemmingen-Guttenberg, geb. Freiin von Saint-André (* 10. Juli 1916 in Karlsruhe; † 1. November 1990) war als Nachfahrin der Freiherren von Saint-André Grundbesitzerin in Königsbach. Über ihre Mutter war sie zudem Miterbin des Bonfelder Oberschlosses der Freiherren von Gemmingen-Guttenberg.
Während das Oberschloss Bonfeld verkauft wurde, sicherte sie durch Adoption des Kriegswaisen Achim von Arnim den Fortbestand der Familie von Saint-André. Weil auch ihre Ehe mit Philipp von Gemmingen-Guttenberg (aus dem Jüngeren Unterzweig Bonfeld-Dammhof) kinderlos blieb, adoptierte das Paar zudem ihren Neffen, um damit den Fortbestand des Gemmingenschen Hauses Dammhof zu sichern. Sie war Ehrenbürgerin von Pfinztal. In Königsbach ist seit 1990 die Saint-Andre-Straße nach ihr benannt.

## Leben
Sie war die Tochter des großherzoglich-badischen Kammerherrn Wilhelm von Saint-André und seiner Frau Luise von Gemmingen-Guttenberg (Zweig Bonfeld Oberschloss). Sie verbrachte ihre Schulzeit in verschiedenen Internaten, wurde danach Kindergärtnerin und leitete bis 1939 einen Hort in Pforzheim. Am 21. September 1939 heiratete sie in Heidelberg Philipp Ludwig Carl Ferdinand Gemmo von Gemmingen-Guttenberg (Jüngerer Unterzweig Bonfeld-Dammhof), der jedoch schon bald zu den Fronten des inzwischen ausgebrochenen Zweiten Weltkriegs berufen und dort mehrfach verwundet wurde. Olga-Marie lebte unterdessen mit ihrer Mutter auf Schloss Königsbach, das im Verlauf des Krieges auch mit Militär und einer Abteilung des Pforzheimer Krankenhauses belegt wurde.
Sie hatte zwei Brüder, die 1937 und 1944 kinderlos verstarben, wodurch sie die letzte Nachfahrin der Freiherren von Saint-André war. Sie wurde dadurch Grundbesitzerin in Königsbach, Eigentümerin des dortigen Schlosses und Besitzerin zahlreicher weiterer Güter, darunter das Gut Schwarzerdhof in Bretten.
Nach dem kinderlosen Tod ihres Onkels und letzten Nachfahren des Zweigs Bonfeld-Oberschloss der Freiherren von Gemmingen, Hans von Gemmingen-Guttenberg (1878–1940), fiel dessen Besitz an seine Schwestern Marie Luise (1877–1945), verheiratet mit Edgar von Rotberg (1898–1932), und Luise (1880–1955), Olga-Maries Mutter. Zwischen 1951 und 1958 veräußerte Olga-Marie gemeinsam mit dem Miterben, ihrem Vetter Hans von Rotberg (1899–1967), das Oberschloss in Bonfeld an die heutige Besitzerfamilie Gebhard. Auch der sonstige Grundbesitz der Linie Bonfeld-Oberschloss wurde verkauft. 1953 übergab sie mit ihrer Mutter das Familienarchiv der von Saint-André an das Generallandesarchiv Karlsruhe.
Olga-Marie bezog nach Kriegsende mit ihrem aus Kriegsgefangenschaft zurückgekehrten Mann den Dammhof. Ihr Mann verwaltete in der Nachkriegszeit als Rentamtmann die Saint-Andréschen Güter und bewirtschaftete ab 1958 selbst den Dammhof.
Als es sich abzeichnete, dass das Paar auch keine Nachkommen haben würde, adoptierte Olga-Marie 1961 den Kriegswaisen und Königsbacher Pflegesohn Achim von Arnim (* 1942), dessen Nachkommenschaft seitdem den Namen von Saint-André-Arnim trägt. 1986 adoptierten Olga-Marie und Philipp von Gemmingen-Guttenberg schließlich noch den Sohn Horst Dieter (* 1943) von Philipps Schwester Christa, der die Nachfolge des Paares auf dem Dammhof antrat und seitdem auch den Namen von Gemmingen-Guttenberg trägt.
Aus altem Saint-Andréschem Besitz schenkte sie 1985 der Gemeinde Pfinztal 15 Hektar Wald, den so genannten Edelmannswald im Ortsteil Söllingen, der sich seit 1650 im Besitz der Saint-André befand. Ein Gedenkstein in jenem Waldstück erinnert an die Schenkung.
Olga-Marie von Gemmingen-Guttenberg wurde zur Ehrenbürgerin der Gemeinde Pfinztal ernannt, außerdem wurde 1990 die Saint-Andre-Straße in Königsbach nach ihr benannt. Sie ist auf dem Familienfriedhof der Freiherren von Saint-André in Königsbach begraben. Das Schloss in Königsbach und der Familienfriedhof gingen nach ihrem Tod in eine Stiftung über.